# 圣洛朗德孔代勒
圣洛朗德孔代勒（法語：Saint-Laurent-de-Condel，法語發音：[sɛ̃ loʁɑ̃ də kɔ̃dɛl] ⓘ）是法国卡尔瓦多斯省的一个市镇，属于卡昂区。

## 地理
圣洛朗德孔代勒（49°2'28"N, 0°24'54"W）面积12.31 平方千米，位于法国诺曼底大区卡爾瓦多斯省，该省份为法国西北部沿海省份，北濒大西洋英吉利海峡，东北与滨海塞纳省以海上边界相接，东临厄尔省，南至奧恩省，西与芒什省接壤。
与圣洛朗德孔代勒接壤的市镇（或旧市镇、城区）包括：巴尔伯里、布隆、埃潘、旧弗雷内、格兰博、桑格莱地区莱穆捷、米特雷西。

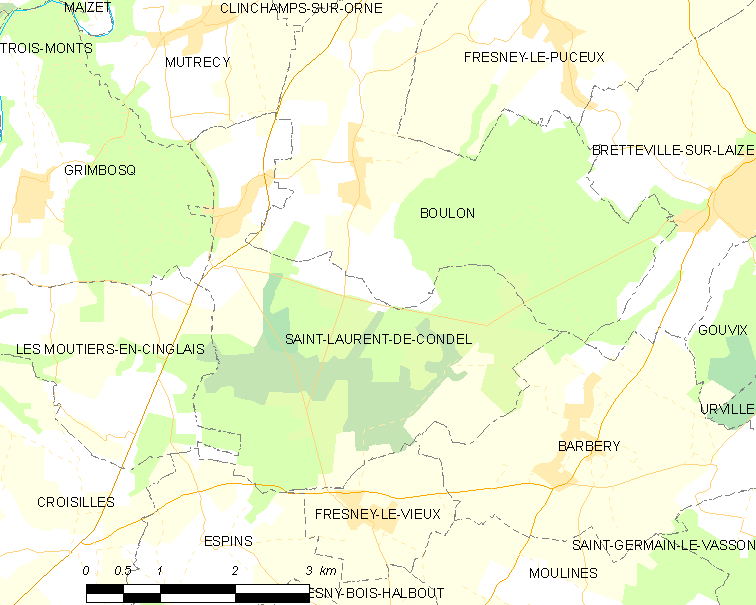
圣洛朗德孔代勒的OSM定位图

圣洛朗德孔代勒的时区为UTC+01:00、UTC+02:00（夏令时）。

## 行政
圣洛朗德孔代勒的邮政编码为14220，INSEE市镇编码为14603。

## 政治
圣洛朗德孔代勒所属的省级选区为勒奥姆县。

## 人口

1962-2008年间圣洛朗德孔代勒人口变化图示

圣洛朗德孔代勒于2022年1月1日时的人口数量为510人。